# BioShock
BioShock est une série de jeux vidéo de tir en vue à la première personne, nommé d'après le premier jeu de la série, BioShock (2007). Celui-ci, développé par 2K Boston (futur Irrational Games) et édité par 2K Games, a été suivi par plusieurs autres jeux dont BioShock 2 (2010) et BioShock Infinite (2013).
En décembre 2019, un quatrième opus est officiellement annoncé par l'éditeur, 2K Games. En développement depuis plusieurs années déjà, celui-ci devrait conserver les codes des précédents épisodes, notamment la vue à la première personne.
La série est considérée comme un successeur spirituel de la série System Shock (1994-1999), sur laquelle de nombreux membres de l'équipe d'Irrational Games, dont le créateur de la série Ken Levine, avaient déjà travaillé.
Début 2025, plus de 43 millions de jeux dans la franchise ont été vendus.
| 2007 | BioShock                                            |
| 2008 |                                                     |
| 2009 |                                                     |
| 2010 | BioShock 2                                          |
| 2010 | BioShock 2: Minerva's Den (en)                      |
| 2011 |                                                     |
| 2012 |                                                     |
| 2013 | BioShock Infinite                                   |
| 2013 | BioShock Infinite: Clash in the Clouds              |
| 2013 | BioShock Infinite: Burial at Sea – Episode One (en) |
| 2014 | BioShock Infinite: Burial at Sea – Episode Two (en) |
| 2015 |                                                     |
| 2016 | BioShock: The Collection                            |